# 維孟

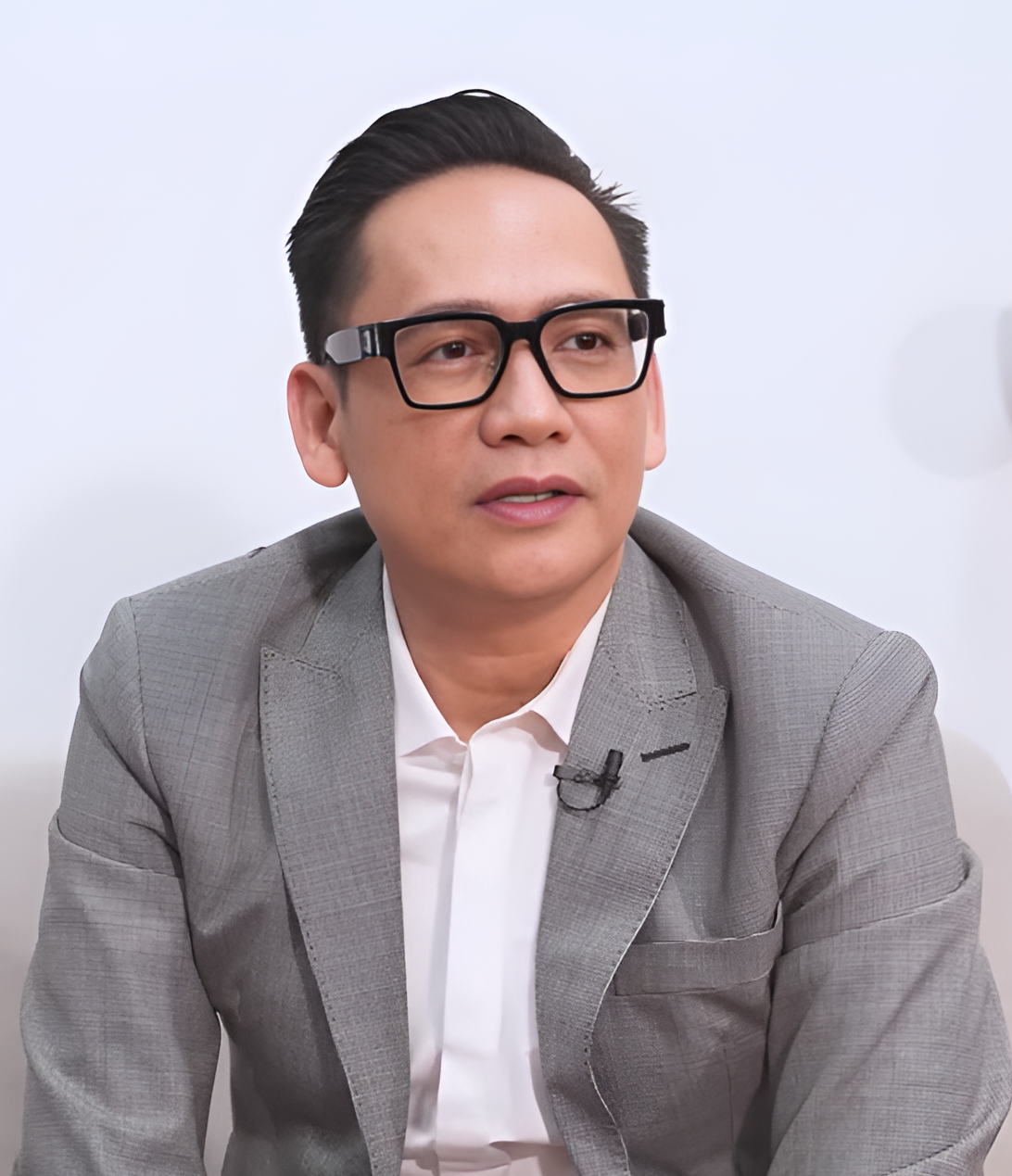

維孟（1975年—），越南創作型男歌手。出生於越南社會主義共和國海防市。畢業於胡志明音樂學院鋼琴系。出道首張專輯便登上暢銷榜並再版2萬張。代表作品有《回到我身邊》等。

## 外部連結
- YouTube上的回到我身邊（喃字版）